# Helina meiguica
Helina meiguica är en tvåvingeart som beskrevs av Qian 2006. Helina meiguica ingår i släktet Helina och familjen husflugor. Inga underarter finns listade i Catalogue of Life.